# Brenderup
Brenderup är en tätort i Middelfarts kommun i Region Syddanmark i Danmark. Tätorten har 1 437 invånare (2024). Den ligger på Fyn, cirka 15 kilometer öster om Middelfart. I samhällets södra del ligger Brenderup Kirke.
Tidigare gick den privatägda Nordvestfyenske Jernbane genom Brenderup. Orten hade en järnvägsstation 1911–1966, vilken var knutpunkt för banans huvudsträckning Odense–Middelfart och sidobanan Brenderup–Bogense. Stationen lades på obebyggd mark mellan den gamla byn och landsvägen Middelfart–Bogense, men ledde tidigt till mer bebyggelse än de samtidigt uppförda realskolan och gästgivargården. För godstrafiken uppfördes flera privatägda lagerbyggnader, bland annat till Brenderup og Omegns Frugtsamlecentral. Banvallen är bevarad som grusgångar två kilometer mot nordost till Holse Stationsby och två kilometer sydost förbi Kærsgårdvej.
I Brenderup står skulpturen Brenderupkloden, som består av nio ringar i 2,5 centimeter tjock cortenstål, som ska symbolisera öppenhet och samhörighet på jordklotet. Brenderupkloden skapades av Ole Flensted och tillverkades av Kragelund Smedie 2015. Det är den andra Brenderupskloden, efter det att Stormen Bodil i december 2013 förstörde den första, som var en teaterrekvisita från ett mysteriespel på Gladsaxe Teater.

## Brenderups släpvagnar
Brenderups Maskinfabrik grundades 1942 av lantbruksmaskinhandlaren Ove Justensen i Brenderup för tillverkning av lantbruksmaskiner. Från 1952 tillverkade fabriken släpvagnar till motorfordon med varumärket Brenderup. Företaget köptes senare upp av Eldon AB och har också ingått i Thule AB. Efter flera ägarbyten är idag Brenderuo ett varumärke för släpvagnar för Brenderup AB i Malmö.
År 2012 flyttade huvuddelen av tillverkningen från företagets fabrik, som då låg i motorvägsmotet Nørre Åby sydväst om Brenderup, till Polen och 2017 lades den återstående verksamheten med eftermontering ned.

## Bildgalleri

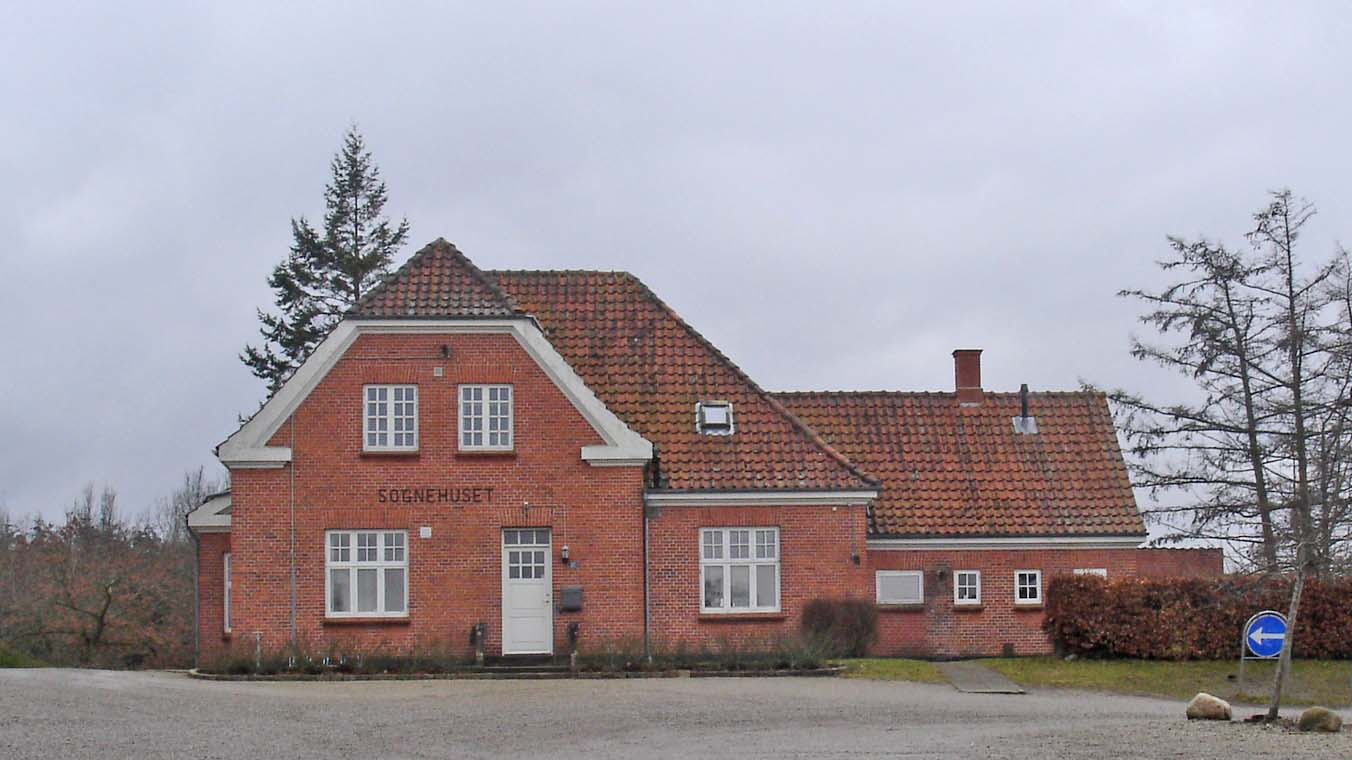
Sognehuset.
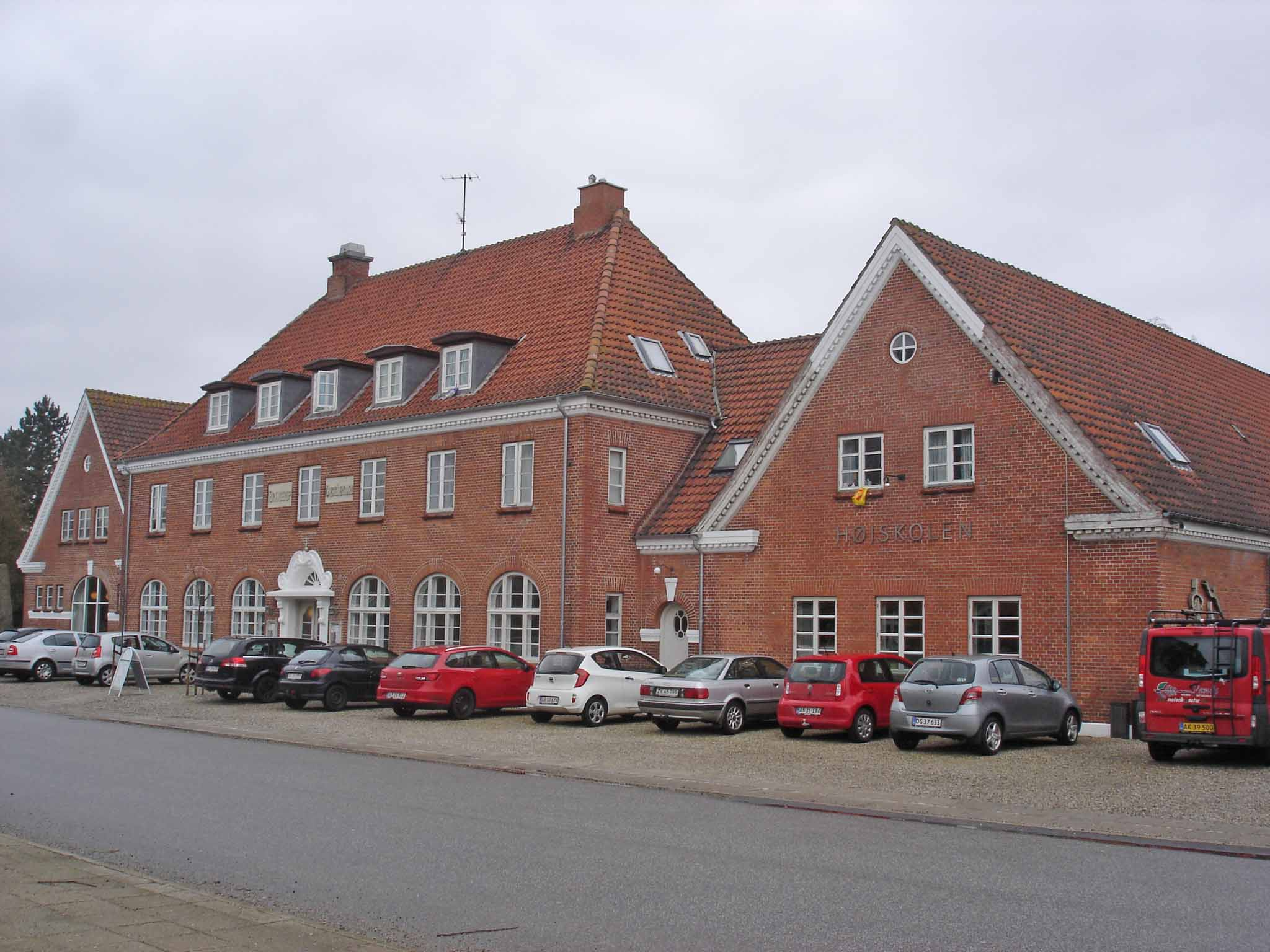
Brenderup Høyskole i den tidigare gästgivaregården, byggd 1912.
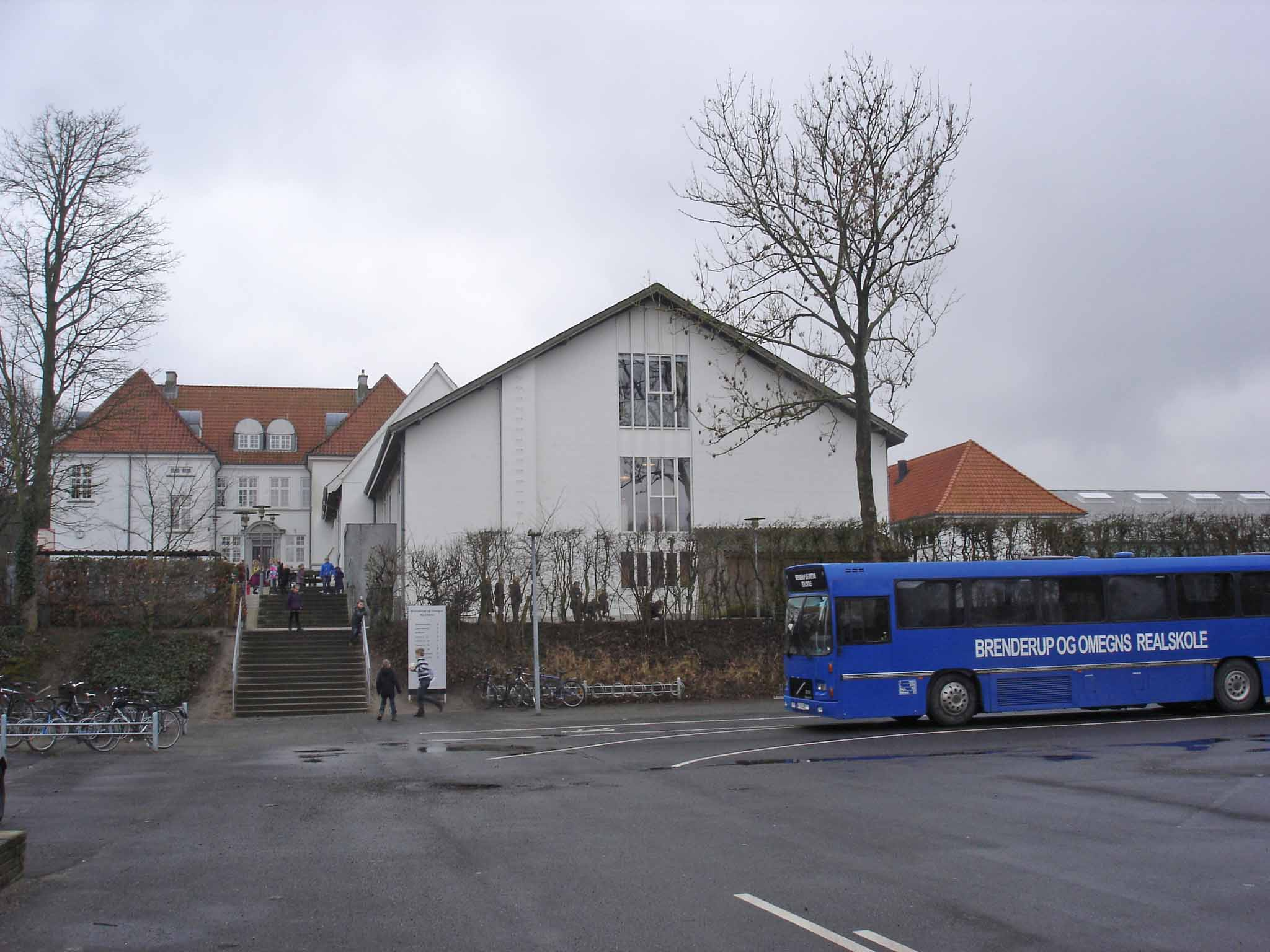
Brenderup og Omegns Realskole, grundad 1911.
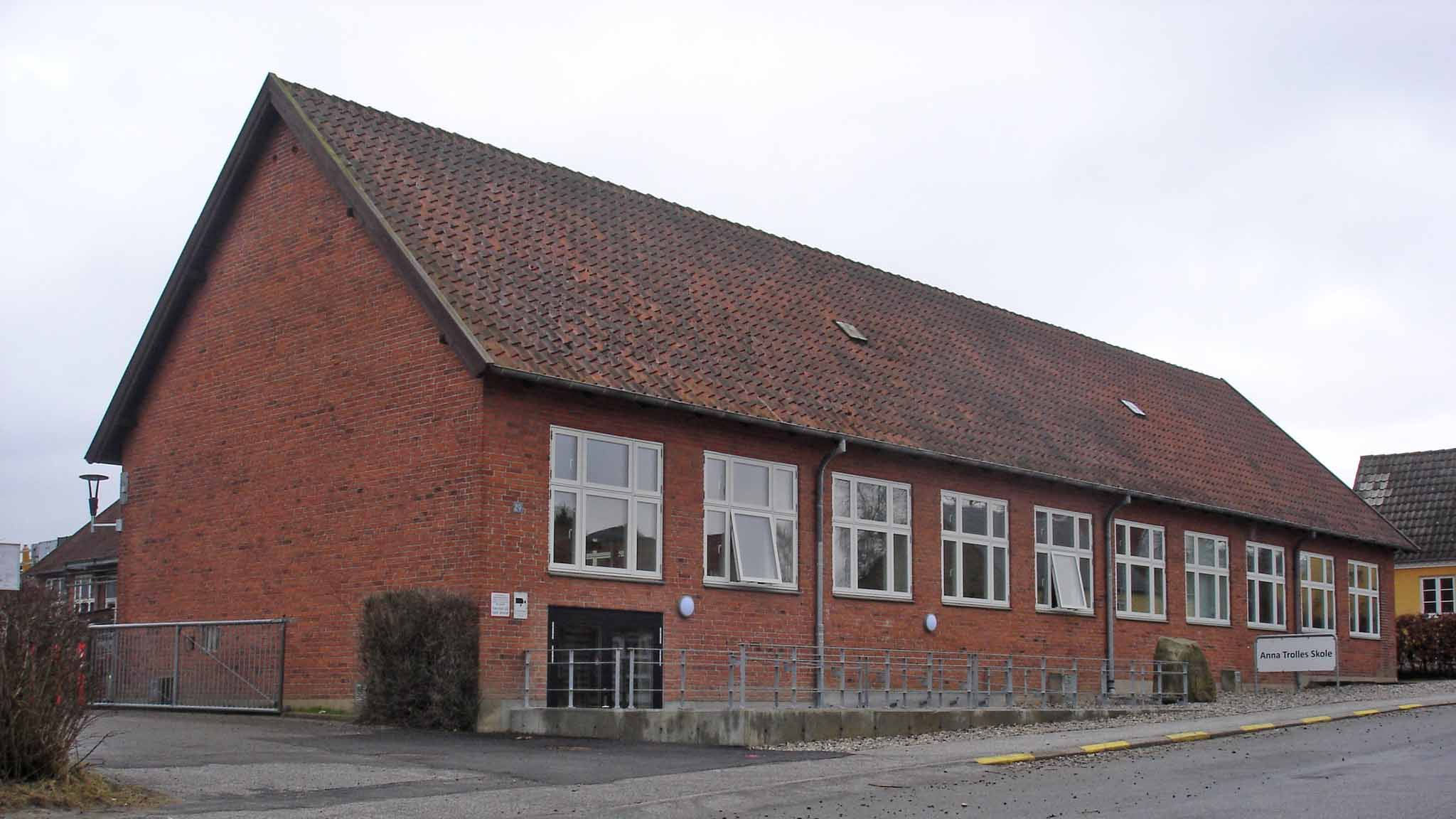
Anna Trolles Skole.
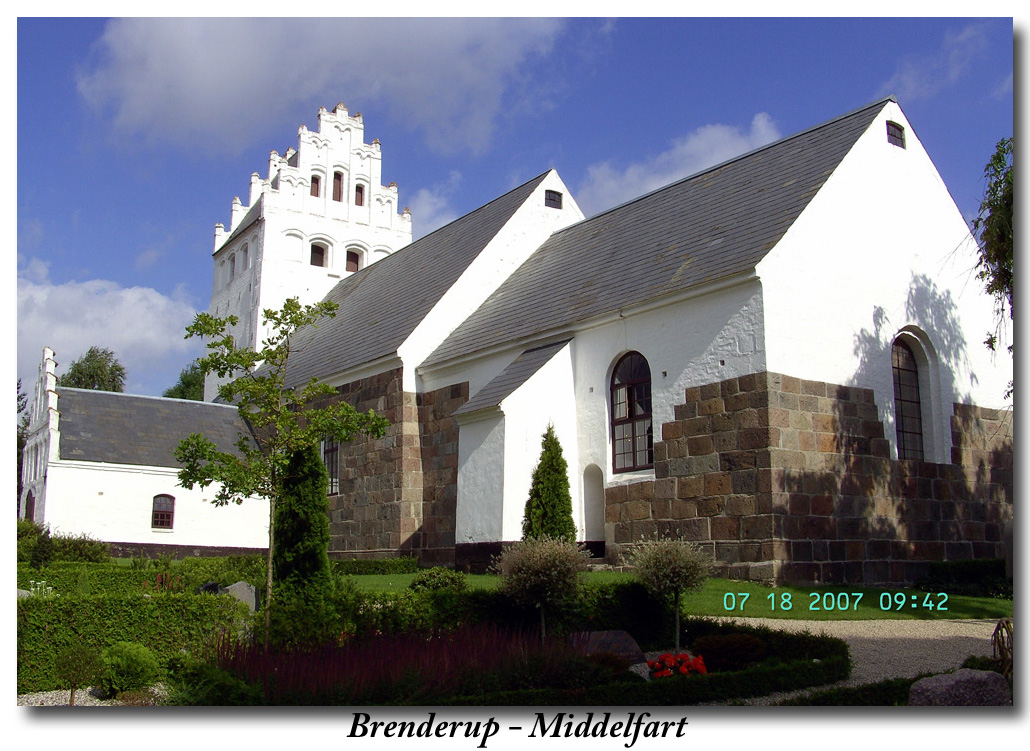
Brenderup Kirke.
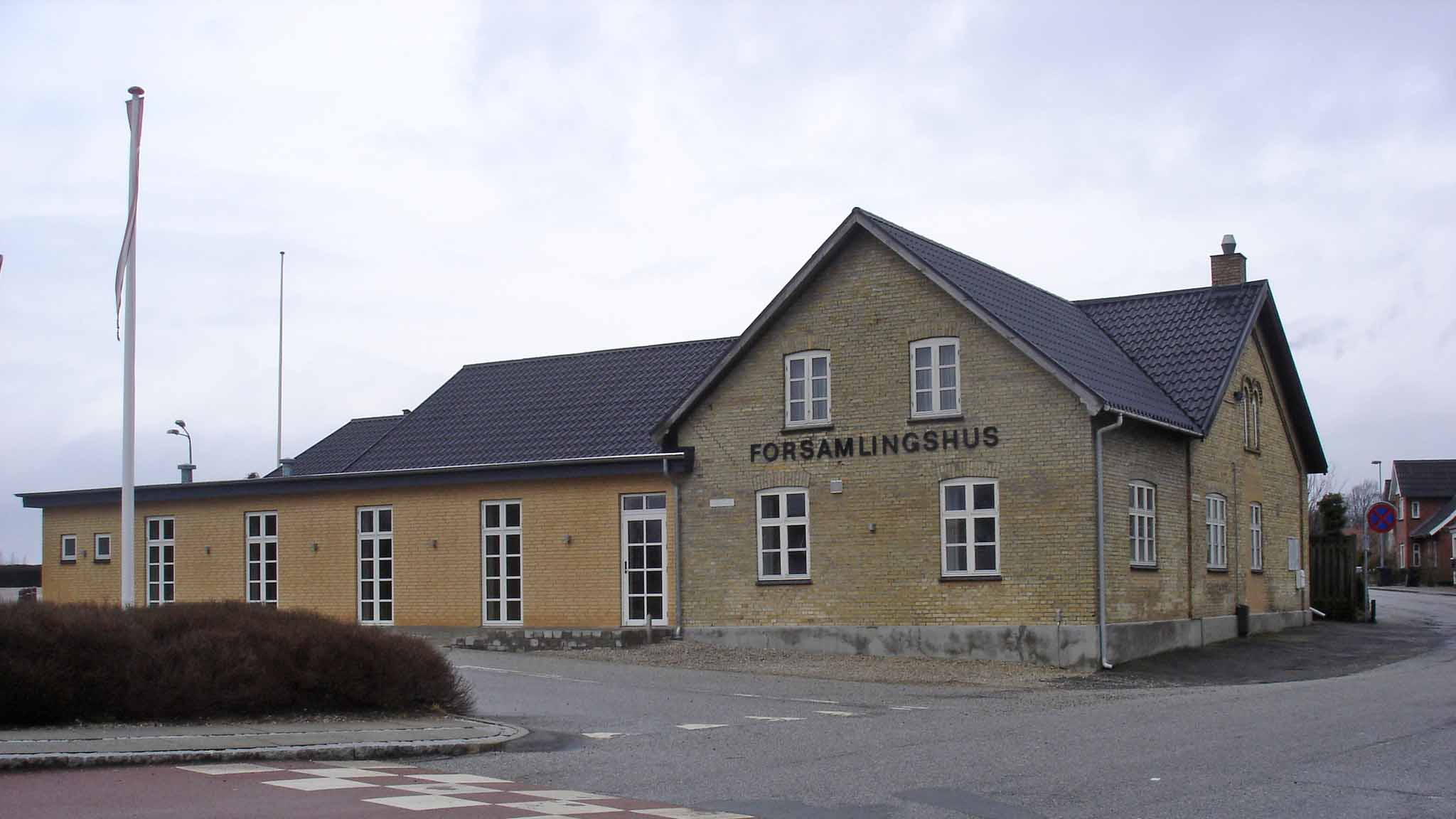
Brenderup Forsamlingshus, uppfört 1894.